# Mistrzostwa Czech w Lekkoatletyce 1993
24. Mistrzostwa Czech w Lekkoatletyce – zawody lekkoatletyczne, które odbyły się 3 i 3 lipca 1993 na stadionie Střelnice w Jabloncu nad Nysą. Były to pierwsze mistrzostwa Czech w tej dyscyplinie sportu po rozpadzie Czechosłowacji.

## Rezultaty

### Mężczyźni
| Konkurencja:                  | Złoto                                                                   | Wynik    | Srebro | Wynik    | Brąz                                                          | Wynik    |
| Bieg na 100 m                 | Jiří Valík                                                              | 10,40    | Walter Pilch | 10,65    | Jiří Ondráček                                                 | 10,69    |
| Bieg na 200 m                 | Jiří Valík                                                              | 20,96    | Walter Pilch | 21,49    | Luboš Ruda                                                    | 21,61    |
| Bieg na 400 m                 | Petr Punčochář                                                          | 47,59    | Vilém Ondráček | 47,69    | Jiří Benda                                                    | 47,71    |
| Bieg na 800 m                 | Václav Hřích                                                            | 1:49,01  | Lubomír Stloukal Kamil Hůrka | 1:50,69  | –                                                             | –        |
| Bieg na 1500 m                | Milan Drahoňovský                                                       | 3:49,82  | Radim Kunčický | 3:49,94  | Lukáš Vydra                                                   | 3:50,53  |
| Bieg na 5000 m                | Jan Pešava                                                              | 13:45,63 | Petr Nechanický | 14:16,15 | Jan Kamler                                                    | 14:17,79 |
| Bieg na 10 000 m              | Miroslav Sajler                                                         | 29:44,31 | Luboš Šubrt | 29:50,59 | Radomír Soukup                                                | 30:09,49 |
| Bieg uliczny na 10 km         | Michal Kučera                                                           | 30:03    | Jan Kamler | 30:04    | Luboš Šubrt                                                   | 30:12    |
| Bieg przełajowy na 10,5 km    | Jan Pešava                                                              | 35:29    | Zdeněk Mezuliáník | 36:01    | Miloš Kovačech                                                | 36:18    |
| Bieg górski                   | Radomír Soukup                                                          | 35:04    | Ladislav Raim | 35,22    | Zdeněk Dúbravčík                                              | 35:45    |
| Maraton                       | Rudolf Jun                                                              | 2:19:19  | Alexandr Neuwirth | 2:20:17  | Petr Bukovjan                                                 | 2:24:13  |
| Bieg na 110 m przez płotki    | Jiří Hudec                                                              | 13,98    | Matěj Haranta | 14,07    | Radek Šimůnek                                                 | 14,18    |
| Bieg na 400 m przez płotki    | Petr Holubec                                                            | 51,93    | Lukáš Souček | 52,50    | Radek Bartakovič                                              | 52,85    |
| Bieg na 3000 m z przeszkodami | Jiří Šoptenko                                                           | 8:50,25  | Luboš Gaisl | 8:53,08  | Petr Stanka                                                   | 8:54,69  |
| Sztafeta 4 × 100 m            | Sparta Praha Jiří Mezihorák Luboš Ruda Jiří Ondráček Ivan Stinka        | 40,33    | Dukla Praha Jiří Hudec Martin Morkes Pavel Pospíšil Robert Změlík                                                                  | 40,58    | Poldi Kladno Václav Kuklík Ondřej Zeman Jan Šolc Karel Kuklík | 42,05    |
| Sztafeta 4 × 400 m            | Dukla Praha Martin Kučera Radek Bartakovič Petr Holubec Miroslav Sýkora | 3:14,65  | USK Praha Jan Rymeš Pavel Vápenka Jan Makarius Kamil Damašek Poldi Kladno Jan Švarcbach Tomáš Radosta Milan Zderadička Jiří Šveněk | 3:16,87  | –                                                             | –        |
| Chód na 20 km                 | Jiří Malysa                                                             | 1:25:35  | Hubert Sonnek | 1:29:34  | Tomáš Kratochvíl                                              | 1:30:43  |
| Chód na 50 km                 | Miloš Holuša                                                            | 3:59:48  | Hubert Sonnek | 4:08:29  | Roman Bílek                                                   | 4:33:12  |
| Skok wzwyż                    | Tomáš Janků                                                             | 2,19     | Petr Lipavý | 2,15     | Milan Čermák                                                  | 2,15     |
| Skok o tyczce                 | Zdeněk Lubenský                                                         | 5,30     | Richard Havlásek | 5,30     | František Jansa                                               | 5,20     |
| Skok w dal                    | Milan Gombala                                                           | 7,83     | Ivo Krsek | 7,78     | Roman Orlík                                                   | 7,61     |
| Trójskok                      | Jaroslav Mrštík                                                         | 16,07    | Ivan Slanař | 16,06    | Zdeněk Šafra                                                  | 15,89    |
| Pchnięcie kulą                | Miroslav Menc                                                           | 18,46    | Jan Bártl | 18,12    | Martin Bílek                                                  | 17,70    |
| Rzut dyskiem                  | Imrich Bugár                                                            | 58,20    | Zdeněk Kohout | 54,80    | Marek Bílek                                                   | 54,06    |
| Rzut młotem                   | Pavel Sedláček                                                          | 71,40    | Vladimír Maška | 64,68    | Radek Malát                                                   | 64,52    |
| Rzut oszczepem                | Miloš Steigauf                                                          | 72,04    | Libor Kverek | 71,68    | Robert Srovnal                                                | 71,48    |
| Dziesięciobój                 | Kamil Damašek                                                           | 7507     | Miroslav Kvasov | 7262     | Jan Poděbradský                                               | 7179     |

### Kobiety
| Konkurencja:               | Złoto                                                                                | Wynik    | Srebro                                                                             | Wynik    | Brąz                                                                             | Wynik    |
| Bieg na 100 m              | Hana Benešová                                                                        | 11,45    | Erika Suchovská                                                                    | 11,51    | Monika Špičková                                                                  | 11,81    |
| Bieg na 200 m              | Hana Benešová                                                                        | 23,66    | Monika Špičková                                                                    | 24,28    | Olga Čaňková                                                                     | 24,79    |
| Bieg na 400 m              | Naděžda Koštovalová                                                                  | 52,91    | Ludmila Formanová                                                                  | 53,04    | Iveta Pořízková                                                                  | 54,60    |
| Bieg na 800 m              | Eva Kasalová                                                                         | 2:06,79  | Romana Sanigová                                                                    | 2:06,98  | Andrea Šuldesová                                                                 | 2:07,16  |
| Bieg na 1500 m             | Ivana Kubešová                                                                       | 4:20,15  | Věra Kunčická                                                                      | 4:21,04  | Jana Kučeríková                                                                  | 4:22,90  |
| Bieg na 3000 m             | Věra Kunčická                                                                        | 9:43,66  | Jana Švejdová                                                                      | 9:44,16  | Jitka Krátká                                                                     | 9:54,13  |
| Bieg na 10 000 m           | Radka Pátková                                                                        | 36:00,18 | Eva Řeřichová                                                                      | 36:17,02 | Dagmar Havlíčková                                                                | 36:53,24 |
| Bieg uliczny na 10 km      | Alena Peterková                                                                      | 37:15    | Iva Jurková                                                                        | 37:34    | Desana Šourková                                                                  | 37:37    |
| Bieg przełajowy na 5,25 km | Věra Kunčická                                                                        | 19:32    | Radka Pátková                                                                      | 19:34    | Jana Cieslarová                                                                  | 19:41    |
| Bieg górski                | Dagmar Havlíčková                                                                    | 45:13    | Radka Pátková                                                                      | 45:27    | Renata Schlesingerová                                                            | 47:09    |
| Maraton                    | Alena Peterková                                                                      | 3:02:04  | Eva Novotná                                                                        | 3:27:17  | Anežka Janečková                                                                 | 3:37:30  |
| Bieg na 100 m przez płotki | Iveta Rudová                                                                         | 13,91    | Nikola Špinová                                                                     | 14,02    | Petra Šímová                                                                     | 14,03    |
| Bieg na 400 m przez płotki | Zuzana Machotková                                                                    | 58,20    | Ivana Sekyrová                                                                     | 58,60    | Marcela Novotná                                                                  | 59,56    |
| Sztafeta 4 × 100 m         | Univerzita Brno Barbora Dostálová Jana Pospíšilová Markéta Kesnerová Erika Suchovská | 46,87    | LIAZ Jablonec n/N Michaela Klápšťová Jana Hajná Eva Šafaříková Zdeňka Mušínská     | 46,92    | Škoda Plzeň Monika Kohoutová Eva Kopečková Helena Vinařová Ivana Sekyrová        | 47,43    |
| Sztafeta 4 × 400 m         | Olymp Praha Dagmar Urbánková Jana Pavlíková Olga Čaňková Naděžda Koštovalová         | 3:43,10  | Univerzita Brno Lucie Svobodová Ivana Macháčková Barbora Dostálová Erika Suchovská | 3:44,19  | Slavia Praha Kateřina Loudová Martina Blažková Markéta Singerová Marcela Novotná | 3:44,94  |
| Chód na 10 km              | Kamila Holpuchová                                                                    | 44:20    | Jana Slesinská                                                                     | 52:02    | Michaela Cvechová                                                                | 53:47    |
| Skok wzwyż                 | Šárka Nováková                                                                       | 1,91     | Zuzana Kováčiková                                                                  | 1,89     | Alena Varcholová                                                                 | 1,86     |
| Skok o tyczce              | Daniela Bártová                                                                      | 3,30     | Jana Kábová                                                                        | 3,20     | Hana Mešejdová                                                                   | 3,00     |
| Skok w dal                 | Monika Kohoutová                                                                     | 6,12     | Gabriela Váňová                                                                    | 6,00     | Helena Vinařová                                                                  | 5,99     |
| Trójskok                   | Šárka Kašpárková                                                                     | 13,72    | Dagmar Urbánková                                                                   | 13,13    | Eva Kopečková                                                                    | 12,32    |
| Pchnięcie kulą             | Soňa Vašíčková                                                                       | 16,53    | Zdeňka Šilhavá                                                                     | 16,25    | Alice Matějková                                                                  | 14,85    |
| Rzut dyskiem               | Vladimíra Malátová                                                                   | 62,92    | Alice Matějková                                                                    | 60,12    | Zdeňka Šilhavá                                                                   | 57,54    |
| Rzut oszczepem             | Nikola Tomečková                                                                     | 52,26    | Irena Kopřivová                                                                    | 48,42    | Dana Lukešová                                                                    | 48,28    |
| Siedmiobój                 | Dagmar Urbánková                                                                     | 5508     | Dana Jandová                                                                       | 5327     | Kateřina Nekolná                                                                 | 5139     |